# Lophogaster subglaber
Lophogaster subglaber är en kräftdjursart. Lophogaster subglaber ingår i släktet Lophogaster och familjen Lophogastridae. Inga underarter finns listade i Catalogue of Life.